# Blaafarveværket

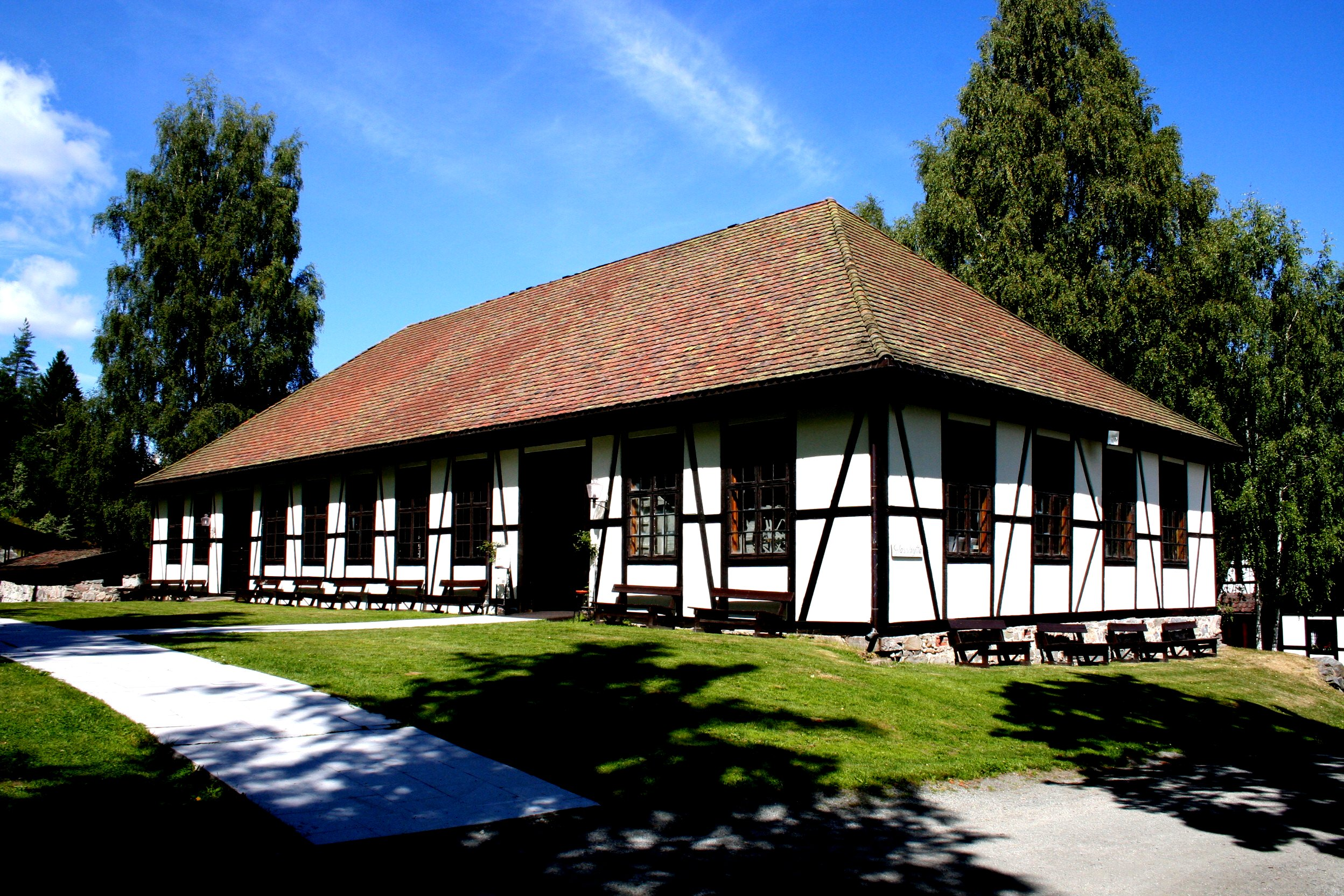
Blaafarveværket em Åmot

A Blaafarveværket, ou Blue Color Works, era uma empresa de mineração e industrial localizada em Åmot em Modum em Buskerud, na Noruega, que existia de 1776 a 1898. As obras extraíam minério de cobalto e eram fabricadas com a fusão do vidro de cobalto azul (esmalt) e azul de cobalto (pigmento aluminato de cobalto). Atualmente, é um grande museu industrial ao ar livre e uma galeria de arte; é o maior e mais bem preservado museu de minas da Europa e uma das atrações mais visitadas da Noruega.
A empresa foi fundada pelo rei Christian VII em 1776 e foi uma das poucas empresas com significado duradouro desde a era do mercantilismo, desempenhou um papel importante no comércio norueguês com a Dinamarca, a Holanda e o Extremo Oriente e teve um impacto decisivo sobre o norueguês. economia no período por volta de 1814. Em 1822, a empresa foi vendida ao banqueiro de Berlim Wilhelm Christian Benecke e Benjamin Wegner, e sua propriedade durou até 1849, período considerado como o auge da empresa e durante o qual se tornou a maior empresa industrial do país. . A empresa faliu em 1849, após as revoluções de 1848 e a concorrência do ultramarino sintético, mas uma atividade bastante reduzida continuou até 1898. A partir de 1968, Blaafarveværket foi disponibilizado ao público como museu e galeria de arte. É apresentado ao público como a empresa de mineração que existia por volta de 1840 durante seus auge.

## História

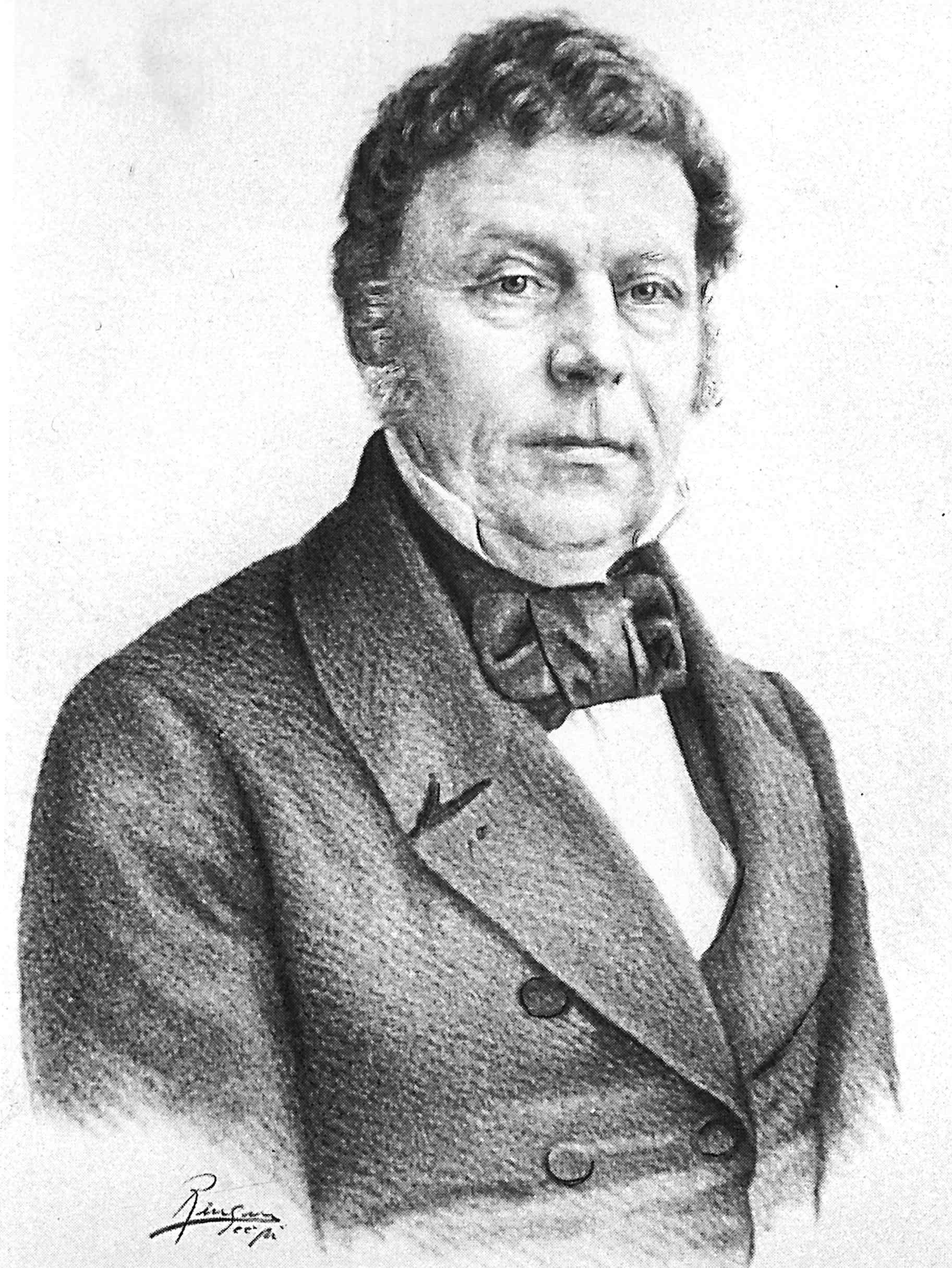
Benjamin Wegner, diretor-geral de 1822 a 1849, durante o apogeu de Blaafarveværket

### Propriedade real
Blaafarveværket foi fundada pelo rei Christian VII da Dinamarca-Noruega em 1776. Sua história inicial está intimamente ligada à da Royal Porcelain Factory em Copenhague, pois o cobalto era essencial para a decoração da porcelana. O estabelecimento da empresa representou um enorme investimento por parte do rei, equivalente à receita tributária de toda a Dinamarca-Noruega durante um ano inteiro. Segundo o historiador Ingerid Hagen, Blaafarveværket foi uma das poucas empresas dano-norueguesas com um significado duradouro desde a era mercantilista, desempenhou um papel importante no comércio norueguês com a Dinamarca, os Países Baixos e os países da Ásia e teve um impacto decisivo na economia norueguesa. o período por volta de 1814.

### A era Benecke-Wegner
Durante as Guerras Napoleônicas, a companhia real foi prometida pelo rei como garantia de um empréstimo e, quando o Estado não pôde resgatar a promessa após as Guerras Napoleônicas, foi adquirida pela falência do empresário sueco Peter Wilhelm Berg e vendida em um leilão público para um grupo de investidores liderados pelo proeminente banqueiro de Berlim Wilhelm Christian Benecke (desde então enobrecido como Barão Benecke). A compra, oficialmente em nome de um comerciante de Christiania que agia como palha, foi orquestrada pelo jovem associado de Benecke, Benjamin Wegner, que veio à Noruega para avaliar a empresa e comprá-la, se quisesse. Depois de alguns anos, Benecke e Wegner adquiriram formalmente todas as ações e a empresa operava legalmente como Benecke & Wegner. Wegner também assumiu o cargo de diretor-geral (CEO), cargo que ocupou de 1822 a 1849. Durante a propriedade de Benecke e Wegner, a empresa viu uma grande expansão e se tornou a maior empresa do país. Empregava mais de 2.000 trabalhadores e, no seu auge, fornecia 80% do mercado mundial de pigmentos de cobalto. Wegner também instituiu muitas reformas sociais importantes para os trabalhadores.

### Atividade reduzida 1849-1898
A crise econômica resultante das revoluções de 1848, além da competição com o novo e mais barato corante azul sintético, ultramarino, levou à falência da Blaafarveværket em 1849. A empresa foi vendida ao seu parceiro comercial mais importante, Goodhall & Reeves of Inglaterra. No entanto, devido à recessão econômica, os novos proprietários não conseguiram tornar a empresa lucrativa novamente e, em 1855, foi vendida para uma empresa alemã, Sächsischer Blaufarbenwerkverein. A produção de pigmento nas obras cessou em 1857, mas a mineração continuou até 1898, quando a empresa foi dissolvida.

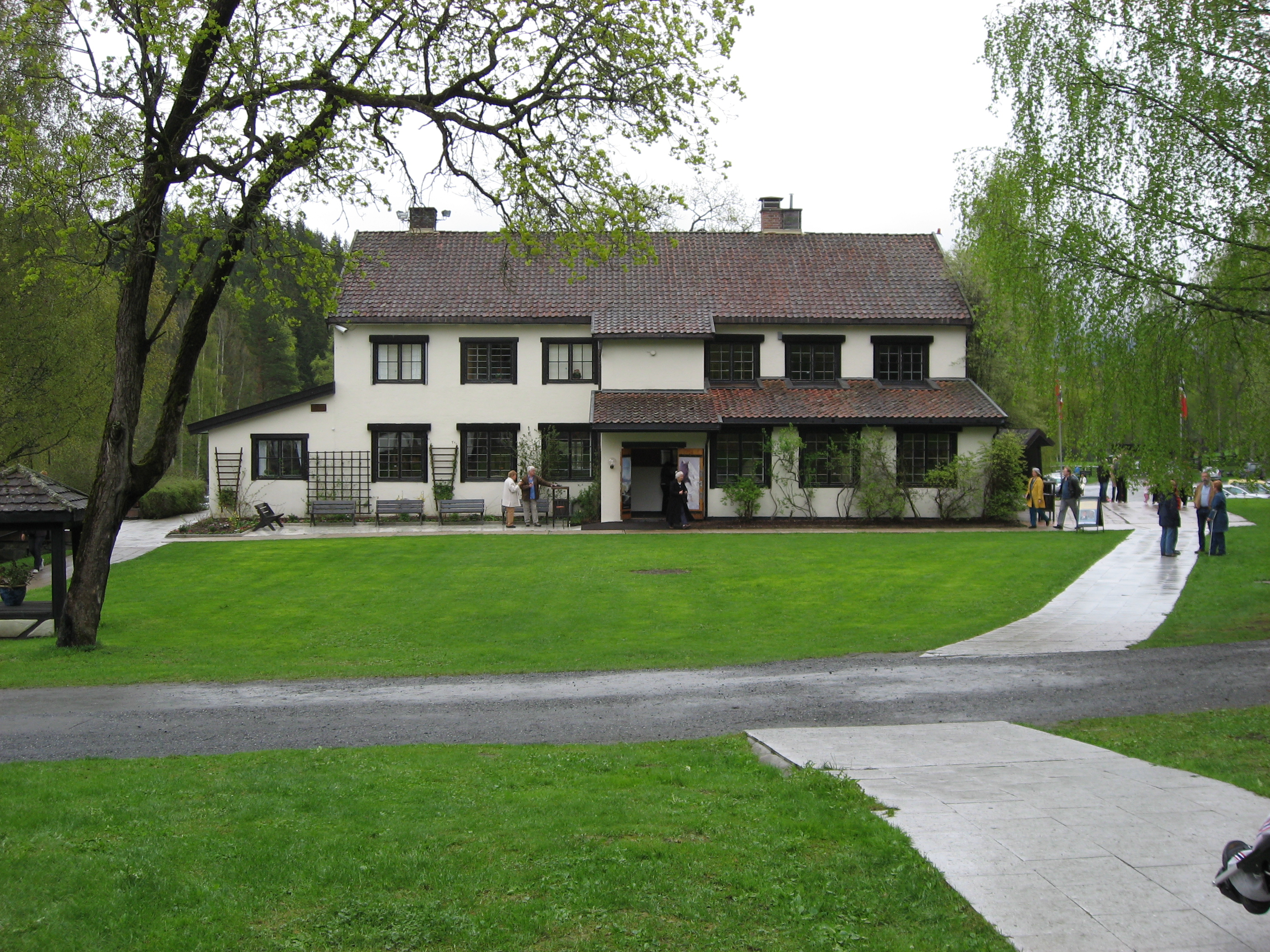
Museu e Galeria de Arte Blaafarveværket

### Museu e galeria de arte
Em 1978, foi criada uma fundação independente para disponibilizar o Blaafarveværket ao público como museu industrial e galeria de arte. Desde então, Blaafarveværket se tornou uma das galerias de arte mais importantes da Escandinávia e, ao longo dos anos, exibiu as obras de muitos dos principais artistas noruegueses e estrangeiros. No verão de 2003, a galeria recebeu uma exposição das pinturas da rainha Margrethe II da Dinamarca. Em 1993, as antigas minas de cobalto abriram como atração turística, e toda a área agora serve como um grande museu ao ar livre.